# Habenaria robusta
Habenaria robusta là một loài thực vật có hoa trong họ Lan. Loài này được Welw. ex Rchb.f. mô tả khoa học đầu tiên năm 1867.